# Pupinov svitak
Pupinov svitak ili Pupinova zavojnica je svitak koji je godine 1900. prof. dr. Mihajlo Pupin konstruirao da bi rješio problem gubitka jakosti (intenziteta) signala kod telegrafskog i telefonskoga prijenosa na velike udaljenosti. Danas se u tu svrhu koriste pojačala.

## Objašnjenje
Dvije žice jedne telefonske linije koje idu paralelno predstavljaju jednu vrstu električnog kondenzatora s izvjesnim električnim kapacitetom. Taj je kapacitet to veći što je linija dulja i što su žice bliže jedna drugoj. Kako je tehnički nemoguće suviše udaljiti jednu žicu od druge, to se kapacitet jedne dugačke linije ne može izbjeći. Taj kapacitet apsorbira jedan dio već ionako slabe telefonske struje, pa na kraju linije ne stiže struja one jakosti koja je potrebna da bi primalac mogao ispravno raditi. Zbog ove apsorpcije zvuk je na kraju linije slabiji nego što bi bio da apsorpcije nema. Osim toga pri tom ne dolazi samo do slabljenja nego i do deformacije zvuka. 
Samoindukcija jedne linije teži da spriječi promjene struje u liniji, dok kapacitet naprotiv povećava promjene struje i olakšava njen prolaz, koji je to lakši što je frekvencija viša. Vidimo, dakle, da je djelovanje samoindukcije protivno djelovanju kapaciteta. Uzme li se induktivitet i električni kapacitet u jednoj telefonskoj liniji u izvjesnom povoljnom omjeru, djelovanje jednoga može se poništiti djelovanjem drugoga. Mihajlo Pupin je 1899. pokazao da se samoindukcija jedne telefonske linije može povećati uklapanjem u liniju električnih zavojnica u određenim razmacima. Pupinov svitak ili Pupinova zavojnica sastoji se od željeznog vijenca koji je sastavljen od koluta željezne žice, izolirane oksidacijom da se ne bi stvarale vrtložne struje. Takve se zavojnice stavljaju u naročito zatvorene kutije.